# Beech Grove, Indiana
Beech Grove är en stad (city) i Marion County, i delstaten Indiana, USA. Enligt United States Census Bureau har staden en folkmängd på 14 319 invånare (2011) och en landarea på 11,4 km².